# Harfensträucher
Die Harfensträucher (Plectranthus) sind eine Pflanzengattung innerhalb der Familie der Lippenblütler (Lamiaceae).

## Beschreibung

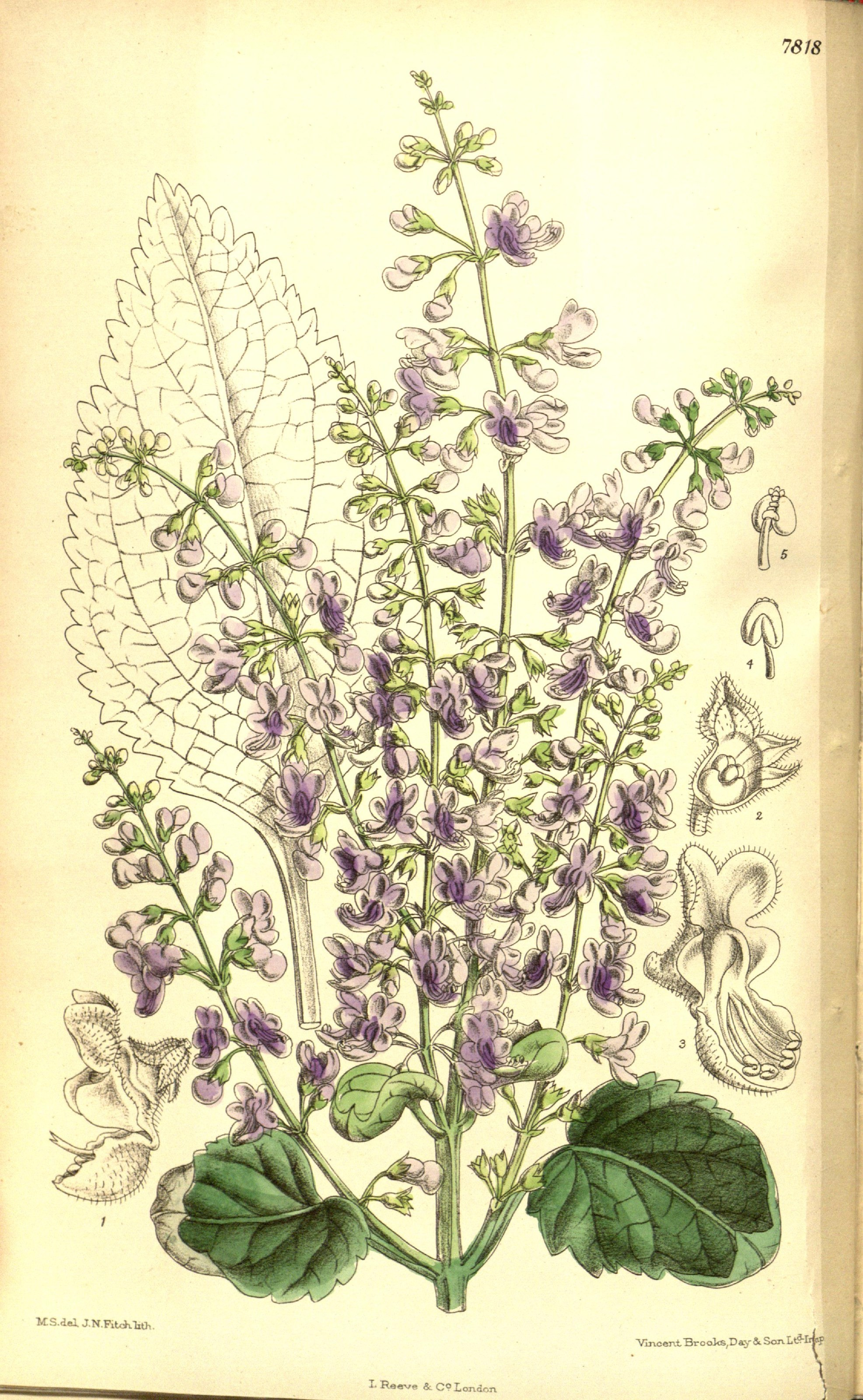
Illustration aus Curtis’s Botanical Magazine, Tafel 7818 von Plectranthus elegans

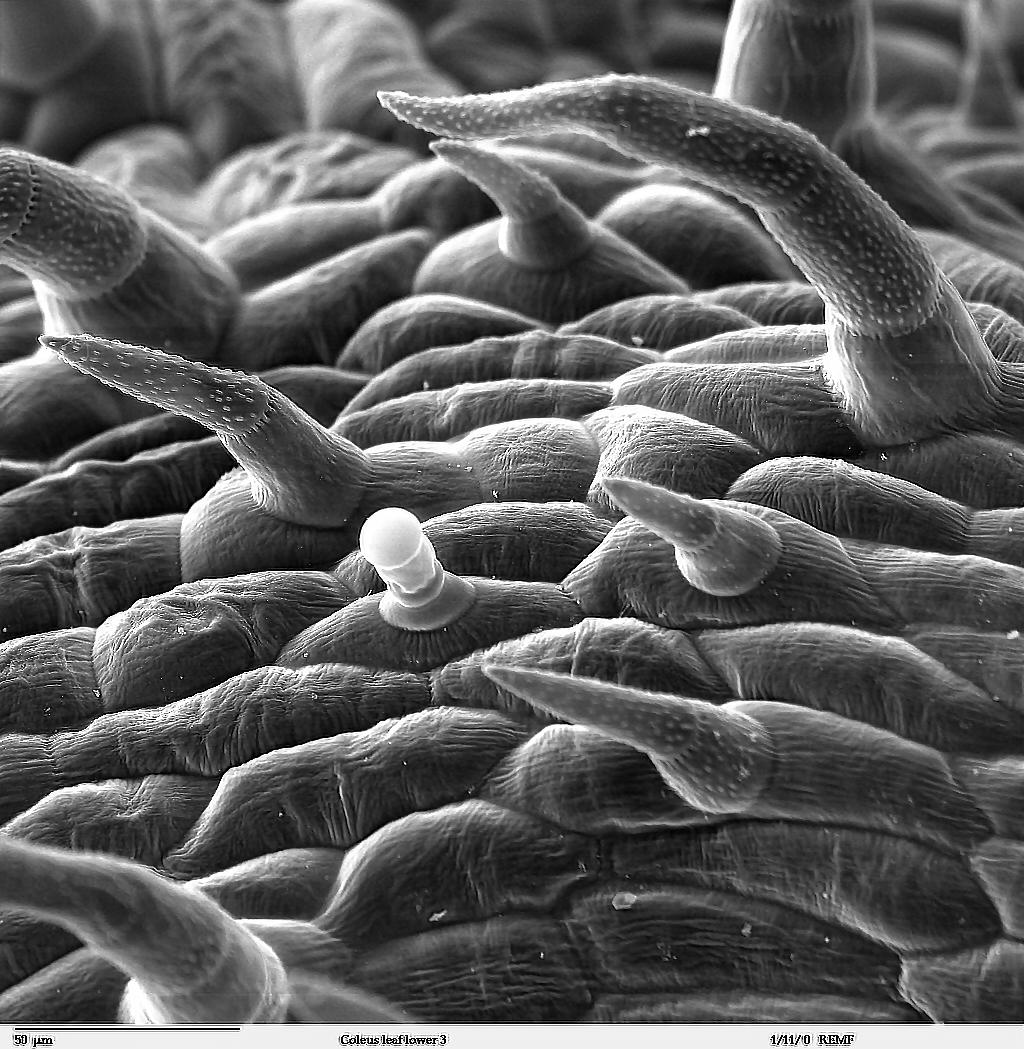
Elektronenmikroskopische Aufnahme von einfachen Trichomen auf einem Laubblatt der Buntnessel (Plectranthus scutellarioides)

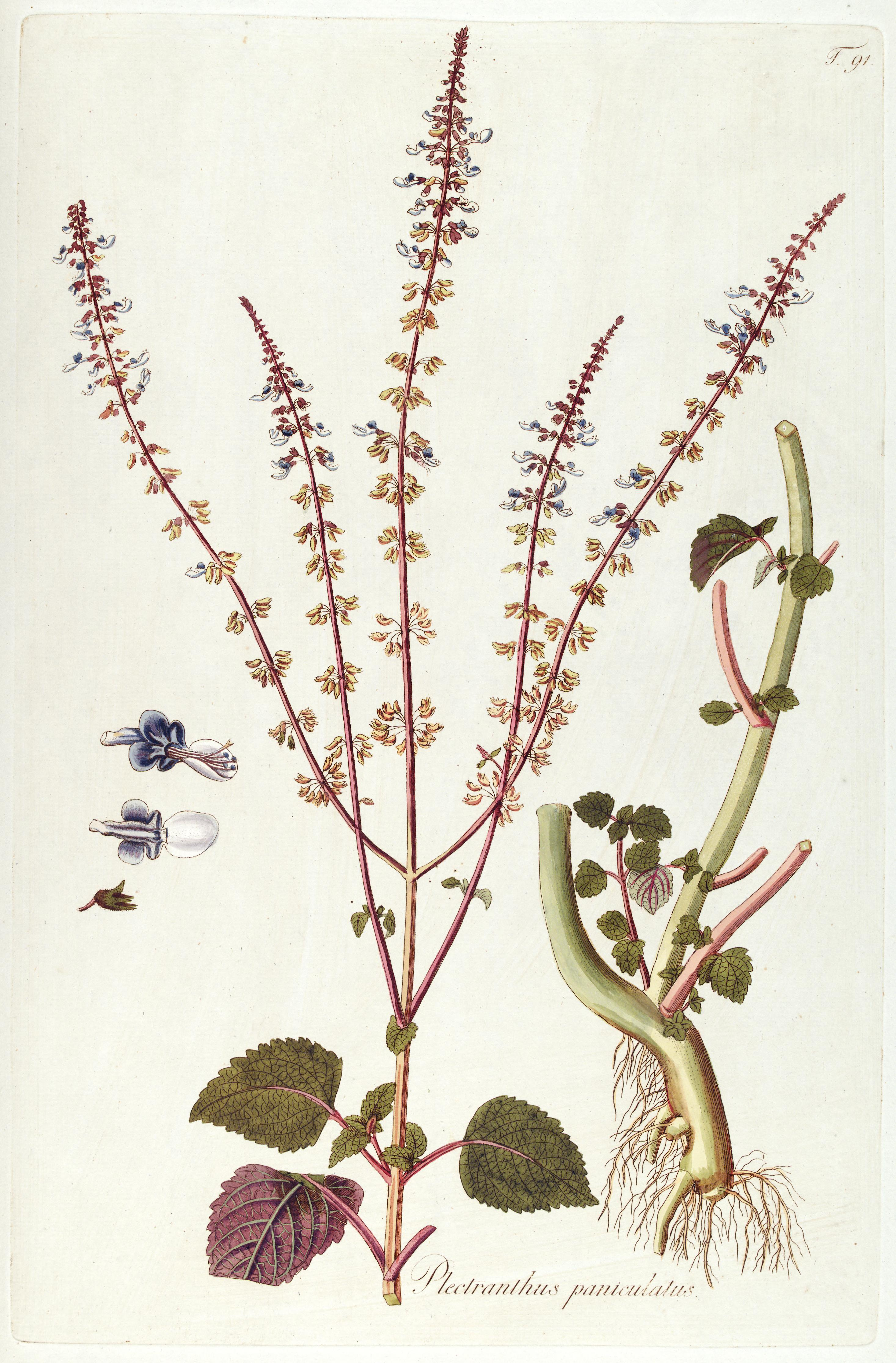
Illustration von Plectranthus parviflorus aus Nikolaus Joseph Jacquin: Fragmenta botanica, figuris coloratis illustrata, Tafel 91

### Vegetative Merkmale
Bei Plectranthus-Arten handelt sich um seltener einjährige oder meist ausdauernde krautige Pflanzen bis Halbsträucher. Auch einige sukkulente Arten finden sich in dieser Gattung. Plectranthus-Arten riechen meist aromatisch, meist verströmen sie einen mehr oder weniger angenehmen, relativ intensiven Duft. Auf den oberirdischen Pflanzenteilen befinden sich einfache Haare (Trichome, Indument).
Die meist gegenständig angeordneten Laubblätter sind meist in Blattstiel und Blattspreite gegliedert. Die oft fleischigen Blattspreiten sind meist einfach. Die Blattränder sind gekerbt bis gesägt.

### Generative Merkmale
Meist viele Blüten befinden sich in zymösen, rispigen oder ährigen Blütenständen. Die Tragblätter können haltbar oder vergänglich sein. Es sind Blütenstiele vorhanden.
Die zwittrigen Blüten sind zygomorph und fünfzählig mit doppelter Blütenhülle. Die fünf Kelchblätter sind zu einem glockenförmigen, zweilippigen Blütenkelch verwachsen. Die fünf Kelchlappen sind deutlich ungleich. Die Unterlippe besteht aus einem breit-eiförmigen Kelchlappen. Die Oberlippe endet in fünf zugespitzten Kelchzähnen. Die Kelchröhre ist innen oft ringförmig. Die fünf Kronblätter sind verwachsen. Die Blütenkronen sind oft violett bis bläulich oder weiß. Die Blütenkrone ist zweilippig. Die Oberlippe ist kurz vierlappig. Die Unterlippe ist ganzrandig. Oberhalb der Kelchröhre ist die Kronröhre meist gebogen und im oberen Bereich geweitet. Es sind vier kahle Staubblätter vorhanden. Der Griffel endet in zwei etwas ungleichen Griffelästen.
Der Kelch vergrößert sich bis zur Fruchtreife und ist dann oft herabgebogen. Die vier kahlen Klausen sind eiförmig bis länglich.

## Systematik und Verbreitung
Die Erstveröffentlichung von Plectranthus erfolgte 1788 durch Charles Louis L’Héritier de Brutelle Stirpes Novae aut Minus Cognitae 84 verso. Typusart ist Plectranthus fruticosus L'Hér. Der Gattungsname Plectranthus leitet sich von den griechischen Wörtern plectron für Sporn, and anthos für Blüten ab.
Synonyme für Plectranthus L’Hér. nom. cons. sind: Ascocarydion G.Taylor, Briquetastrum Robyns & Lebrun, Burnatastrum Briq., Calchas P.V.Heath, Capitanya Schweinf. ex Gürke, Coleus Lour, Englerastrum Briq., Germanea Lam., Holostylon Robyns & Lebrun, Isodictyophorus Briq., Leocus A.Chev., Majana Rumph. ex Kuntze nom. superfl., Mitsa Chapel. ex Benth., Neohyptis J.K.Morton, Neomuellera Briq., Perrierastrum Guillaumin, Rabdosiella Codd, Saccostoma Wall. ex Voigt, Solenostemon Thonn., Symphostemon Hiern. Coleus und Solenostemon sind Synonyme zu Plectranthus, auch die Buntnessel-Arten gehören in die Gattung Plectranthus.
Die Gattung Plectranthus gehört zur Subtribus Plectranthinae aus der Tribus Ocimeae in der Unterfamilie Nepetoideae innerhalb der Familie Lamiaceae.
Die Plectranthus-Arten sind von den Tropen bis Subtropen der Alten Welt verbreitet.
| - Plectranthus acariformis P.I.Forst.: Sie wurde 2014 aus Queensland erstbeschrieben. - Plectranthus acaulis Brummitt & Seyani: Sie kommt in Malawi und in Sambia nur auf dem Nyika-Plateau vor. - Plectranthus actites P.I.Forst.: Sie wurde 1994 aus Queensland erstbeschrieben. - Plectranthus adenophorus Gürke: Sie kommt nur im südwestlichen Tansania vor. - Plectranthus aegyptiacus (Forssk.) C.Chr. (Syn.: Plectranthus crassifolius Vahl nom. illeg., Plectranthus zatarhendi E.A.Bruce nom. superfl., Plectranthus tenuiflorus (Vatke) Agnew): Sie ist von Eritrea und Äthiopien über Somalia, den Sudan bis Kenia, Uganda sowie Tansania verbreitet und kommt im Jemen vor. - Plectranthus africanus (Baker) A.J.Paton (Syn.: Anisochilus africanus Baker, Briquetastrum africanum (Baker) Robyns & Lebrun, Coleus africanus (Baker) Roberty nom. illeg., Leocus africanus (Baker) J.K.Morton, Anisochilus engleri Briq.): Diese Neukombination erfolgte 2009. Sie ist vom tropischen Westafrika bis Uganda, Sambia und nordöstlichen Angola verbreitet. - Plectranthus agnewii Lukhoba & A.J.Paton: Die Erstbeschreibung wurde 2000 veröffentlicht. Sie kommt im tropischen Ostafrika in Kenia, Tansania und Uganda vor. - Plectranthus albicalyx Suddee: Sie wurde 2004 aus Thailand erstbeschrieben. - Plectranthus alboviolaceus Gürke (Syn.: Plectranthus rhomboideus Gürke): Sie kommt in Äthiopien, Kenia, in der Demokratischen Republik Kongo, in Tansania, Malawi, Mosambik und Sambia vor. - Plectranthus aliciae (Codd) van Jaarsv. & T.J.Edwards (Syn.: Plectranthus madagascariensis var. aliciae Codd): Sie hat 1997 den Rang einer Art erhalten. Sie kommt in Südafrika vor. - Plectranthus alloplectus S.T.Blake: Sie kommt in den östlichen australischen Bundesstaaten New South Wales und Queensland vor. - Plectranthus alpinus (Vatke) Ryding (Syn.: Plectranthus assurgens (Baker) J.K.Morton): Sie ist von Äthiopien über den Sudan, Kenia, Nigeria, Ruanda bis Tansania, Uganda und Malawi verbreitet. - Plectranthus ambiguus (Bolus) Codd (Syn.: Plectranthus coloratus E.Mey. nom. illeg., Plectranthus dregei Codd): Sie kommt in Südafrika vor. - Plectranthus amboinicus (Lour.) Spreng.: Sie ist von Kenia bis ins südliche Afrika verbreitet und kommt auf der Arabischen Halbinsel und in Indien vor. Sie ist in vielen tropischen bis subtropischen Gebieten der Welt ein Neophyt. - Plectranthus amicorum S.T.Blake: Sie kommt in Queensland vor. - Plectranthus amoenus P.I.Forst.: Sie kommt in Queensland vor. - Plectranthus amplexicaulis Hedge: Sie wurde 1998 erstbeschrieben und ist nur von einem Fundort in der Provinz Fianarantsoa in Madagaskar bekannt. - Plectranthus anamudianus Smitha & Sunojk.: Sie wurde 2016 aus dem indischen Bundesstaat Kerala erstbeschrieben. - Plectranthus angulatus Hedge: Sie wurde 1998 erstbeschrieben und ist nur vom Typusfundort in der Provinz Mahajanga in Madagaskar bekannt. - Plectranthus annuus A.J.Paton: Sie wurde 2009 erstbeschrieben. Sie kommt vom südlichen Tansania über Malawi bis Mosambik vor. - Plectranthus antongilicus Hedge: Sie wurde 1998 erstbeschrieben und kommt nur an wenigen Fundorten in der Provinz Toamasina in Madagaskar vor. - Plectranthus apoensis (Elmer) H.Keng: Sie kommt nur in Mindanao vor. - Plectranthus apreptus S.T.Blake: Sie kommt in Queensland und im nordöstlichen New South Wales vor. - Plectranthus apricus P.I.Forst.: Sie kommt in Queensland vor. - Plectranthus arabicus E.A.Bruce (Syn.: Plectranthus villosus (Forssk.) E.A.Bruce nom. illeg.): Sie kommt in Saudi-Arabien und im Jemen vor. - Plectranthus arenicola P.I.Forst.: Sie kommt in Queensland vor. - Plectranthus argentatus S.T.Blake: Sie kommt in Queensland und im nordöstlichen New South Wales vor. - Plectranthus argentifolius Ryding: Sie wurde 1999 erstbeschrieben. Sie kommt im nördlichen Somalia und im Jemen vor. - Plectranthus asirensis J.R.I.Wood: Sie kommt in Saudi-Arabien und im Jemen vor. - Plectranthus asymmetricus A.J.Paton: Sie wurde 2013 aus Sambia erstbeschrieben. - Plectranthus atroviolaceus Hedge: Sie wurde 1998 erstbeschrieben und kommt nur in den Provinzen Fianarantsoa sowie Toamasina in Madagaskar vor. - Plectranthus aulihanensis (Schweinf. & Volkens) ined. (Syn.: Coleus aulihanensis Schweinf. & Volkens): Diese Neukombination ist noch nicht gültig veröffentlicht. Sie kommt nur im östlichen Äthiopien vor. - Plectranthus auriglandulosus A.J.Paton: Sie wurde 2009 aus dem südöstlichen Kenia erstbeschrieben. - Plectranthus autranii (Briq.) Erhardt (Syn.: Coleus autranii Briq., Calchas autranii (Briq.) P.V.Heath, Solenostemon autranii (Briq.) J.K.Morton, Coleus silvaticus Gürke, Solenostemon silvaticus (Gürke) Agnew, Plectranthus tysonii Gürke, Coleus odoratus Gürke, Coleus latidens S.Moore, Calchas latidens (S.Moore) P.V.Heath, Coleus ostinii Chiov., Coleus darfurensis R.D.Good, Solenostemon darfurensis (R.D.Good) B.Mathew, Coleus uliginosus T.C.E.Fr.): Diese Neukombination erfolgte 2008. Sie ist von Eritrea über den Sudan, Kenia, Tansania, Burundi, Uganda, Malawi bis ins südliche Afrika verbreitet. - Plectranthus barbatus Andrews: Es gibt zwei Varietäten: - Plectranthus barbatus Andrews var. barbatus (Syn.: Plectranthus asper (Roth) Spreng., Plectranthus comosus Sims, Plectranthus pseudobarbatus J.K.Morton, Plectranthus coerulescens (Gürke) R.H.Willemse): Sie auf der Arabischen Halbinsel, in Afrika von Eritrea bis ins nördliche Tansania und auf vom Indischen Subkontinent über den Himalaya bis Thailand und ins südliche-zentrale China weitverbreitet. - Plectranthus barbatus var. grandis (L.H.Cramer) Lukhoba & A.J.Paton (Syn.: Coleus kilimandschari Gürke, Plectranthus kilimandschari (Gürke) H.I.Maass in R.Mansfeld, Coleus grandis L.H.Cramer, Plectranthus grandis (L.H.Cramer) R.H.Willemse): Sie hat seit 2003/4 den Rang einer Varietät. Sie ist vom nordöstlichen bis ins östliche tropische Afrika und zur Demokratischen Republik Kongo verbreitet. Sie ist in einigen tropischen Gebieten ein Neophyt. - Plectranthus bariensis Ryding: Sie wurde 1999 aus dem nördlichen Somalia erstbeschrieben. - Plectranthus batianoffii P.I.Forst.: Sie wurde 2008 aus dem nordöstlichen Queensland erstbeschrieben. - Plectranthus baumii Gürke Sie kommt vom südlichen Teil der Demokratischen Republik Kongo, über Malawi, Sambia, Angola, Mosambik, Simbabwe bis Botswana vor. - Plectranthus beddomei Raizada (Syn.: Plectranthus urticifolius (Benth.) Hook. f. nom. illeg.): Sie kommt im südlichen Indien vor. - Plectranthus bellus P.I.Forst.: Sie wurde 2011 aus Queensland erstbeschrieben. - Plectranthus betamponus Hedge: Sie wurde 1998 erstbeschrieben und kommt nur an einem Fundort in der Provinz Toamasina in Madagaskar vor. - Plectranthus betonicifolius Baker: Sie kommt in Tansania, in der Demokratischen Republik Kongo, Sambia und Angola vor. - Plectranthus bifidus A.J.Paton: Sie wurde 2013 aus Sambia erstbeschrieben. - Plectranthus bipartitus P.I.Forst.: Sie wurde 2014 aus Queensland erstbeschrieben. - Plectranthus bipinnatus Paton (Syn.: Perrierastrum oreophilum Guillaumin): Sie wurde 2003 aus Madagaskar erstbeschrieben. Dieser Endemit ist 2015 nur von neun Fundorten in der Provinz Fianarantsoa bekannt. - Plectranthus blakei P.I.Forst.: Sie wurde 1992 aus Queensland erstbeschrieben. - Plectranthus bojeri (Benth.) Hedge (Syn.: Plectranthus maculatus Bojer ex Benth., Plectranthus cymosus Baker, Plectranthus bongensis Baker): Sie ist vom tropischen bis ins südliche Afrika weitverbreitet und kommt auf Madagarkar vor. - Plectranthus botryosus A.J.Paton: Sie wurde 2009 aus dem südlichen Tansania erstbeschrieben. - Plectranthus bourneae Gamble: Sie kommt in südlichen Indien vor. - Plectranthus bracteatus (Dunn) Suddee (Syn.: Plectranthus saphinensis Phuong): Diese Neukombination erfolgte 2004. Sie kommt in Thailand, Yunnan und Vietnam vor. - Plectranthus bracteolatus A.J.Paton: Sie wurde 2009 aus Tansania erstbeschrieben. - Plectranthus brevicaulis (Baker) Hedge (Syn.: Orthosiphon brevicaulis Baker): Diese Neukombination erfolgte 1998. Sie kommt in den Provinzen Fianarantsoa sowie Toamasina in Madagaskar vor. - Plectranthus brevimentum T.J.Edwards: Sie wurde 2005 aus dem Ostkap erstbeschrieben. - Plectranthus buchananii Baker Sie kommt von Tansania über Burundi, der Demokratischen Republik Kongo, Malawi bis zum tropischen südlichen Afrika vor. - Plectranthus bullulatus ined. (Syn.: Solenostemon bullatus Briq., Coleus bullulatus Briq. nom. illeg.): Diese Neukombination wurde noch nicht gültig veröffentlicht. Sie kommt in der Demokratischen Republik Kongo vor. - Plectranthus burorum (Chiov.) J.K.Morton (Syn.: Plectranthus cicatricosus (Hutch. & E.A.Bruce) J.R.I.Wood): Sie kommt in Äthiopien, Somalia und im Jemen vor. - Plectranthus caespitosus Lukhoba & A.J.Paton: Die Erstbeschreibung erfolgte 2003/4. Sie kommt in Kenia und im nördlichen Tansania vor. - Plectranthus caillei (A.Chev. ex Hutch. & Dalziel) B.J.Pollard (Syn.: Coleus caillei A.Chev. ex Hutch. & Dalziel, Leocus caillei (A.Chev. ex Hutch. & Dalziel) J.K.Morton): Diese Neukombination erfolgte 2009. Sie kommt vom tropischen Westafrika bis Kamerun vor. - Plectranthus calaminthoides (Baker) ined. (Syn.: Solenostemon calaminthoides (Baker)): Diese Neukombination wurde noch nicht gültig veröffentlicht. Sie kommt nur in Gabun vor. - Plectranthus caldericola P.I.Forst.: Sie wurde 2011 aus New South Wales erstveröffentlicht. - Plectranthus calycinus Benth. (Syn.: Plectranthus pyramidatus Gürke, Plectranthus pachystachyus Briq., Plectranthus calycinus var. pachystachyus (Briq.) T.Cooke): Sie kommt vom südlichen Mosambik bis Südafrika vor. - Plectranthus candelabriformis Launert: Sie kommt von Tansania über Sambia und Simbabwe bis ins nördliche Namibia vor. - Plectranthus canescens Benth.: Die zwei Varietäten kommen in den Provinzen Antananarivo sowie Toamasina in Madagaskar vor. - Plectranthus caninus Roth: Es gibt zwei Unterarten: - Plectranthus caninus Roth subsp. caninus (Syn.: Plectranthus monadelphus Roxb.): Sie kommt von Eritrea über Äthiopien, Somalia, Kenia, Ruanda bis ins nördliche Tansania und von Indien bis Myanmar vor. - Plectranthus caninus subsp. flavovirens (Gürke) A.J.Paton (Syn.: Coleus flavovirens Gürke, Coleus omahekensis Dinter): Diese Neukombination erfolgte 2009. Sie ist von Äthiopien bis ins Südliche Afrika verbreitet. - Plectranthus capuronii Hedge: Sie wurde 1998 erstbeschrieben. Sie kommt nur in den Provinzen Antsiranana sowie Mahajanga in Madagaskar vor. - Plectranthus carnosifolius Hemsl.: Sie kommt im südöstlichen China vor. - Plectranthus cataractarum B.J.Pollard: Sie wurde 2001 erstbeschrieben. Sie ist 2003 von weniger als zehn Fundorten in Kamerun auf Mt. Cameroon, den Bakossi Bergen sowie Etinde und in Äquatorial-Guinea kommt sie in Ureka sowie Moka vor. - Plectranthus caudatus S.Moore: Sie kommt in Mosambik und Simbabwe vor. - Plectranthus chevalieri (Briq.) B.J.Pollard & A.J.Paton (Syn.: Solenostemon chevalieri Briq., Coleus nigericus A.Chev. nom. nud.): Diese Neukombination erfolge 2006. Sie kommt im tropischen Westafrika vor. - Plectranthus chiangdaoensis Suddee: Sie wurde 2004 aus Doi Chiang Dao im nördlichen Thailand erstbeschrieben. - Plectranthus chimanimanensis S.Moore: Sie kommt im westlichen Mosambik und östlichen Simbabwe vor. - Plectranthus ciliatus E.Mey. (Syn.: Plectranthus natalensis Gürke): Sie kommt im südlichen Afrika vor. - Plectranthus cinereus A.J.Paton: Sie wurde 2009 erstbeschrieben. Sie kommt in Kenia und Tansania vor. - Plectranthus circinnatus Hedge: Sie wurde 1998 aus Madagaskar erstbeschrieben. Die wenigen Fundorte sind auf den Provinzen Fianarantsoa, Mahajanga sowie Toliara verteilt. - Plectranthus clementiae Hedge: Sie wurde 1998 erstbeschrieben. Sie ist nur von wenigen Fundorten in der Provinz Toliara in Madagaskar bekannt. - Plectranthus coeruleus (Gürke) Agnew: Sie kommt von Kenia, Tansania bis ins nördliche Malawi vor. - Plectranthus confertiflorus A.J.Paton: Sie wurde 2009 aus dem nördlichen Tansania erstbeschrieben. - Plectranthus congestus R.Br.: Sie kommt auf den Kleinen Sundainseln, in Neuguinea und im nördlichen Australien vor. - Plectranthus conglomeratus (T.C.E.Fr.) Hutch. & Dandy: Dieser Endemit kommt nur in Togo vor. - Plectranthus crameri R.H.Willemse: Dieser Endemit kommt nur in Sri Lanka vor. - Plectranthus crassus N.E.Br.: Dieser Endemit kommt nur auf dem Berg Mulanje in Malawi vor. - Plectranthus cremnus B.J.Conn: Sie wurde 1992 aus New South Wales erstbeschrieben. - Plectranthus cucullatus A.J.Paton: Sie wurde 2013 aus Mosambik erstbeschrieben. - Plectranthus cuneatus (Baker f.) Ryding: Sie kommt im südlichen Dschibuti und nördlichen Somalia vor. - Plectranthus cyanophyllus P.I.Forst.: Sie wurde 1994 aus Queensland erstbeschrieben. - Plectranthus daviesii (E.A.Bruce) B.Mathew: Sie kommt im südwestlichen Tansania und nördlichen Malawi vor. - Plectranthus decaryi Hedge: Sie wurde 1998 erstbeschrieben. Sie ist nur von wenigen Fundorten in den Provinzen Antananarivo sowie Toamasina in Madagaskar bekannt. - Plectranthus deccanicus Briq. (Syn.: Coleus fruticosus Wight ex Benth., Plectranthus fruticosus (Wight ex Benth.) Hook. f. nom. illeg., Plectranthus bishopianus Gamble): Sie kommt im südlichen Indien vor. - Plectranthus decimus A.J.Paton: Sie wurde 2009 erstbeschrieben. Sie kommt im westlichen Tansania, in Sambia und in Angola vor. - Plectranthus decumbens Hook. f.: Sie kommt im tropischen westlichen-zentralen Afrika vor. - Plectranthus decurrens (Gürke) J.K.Morton: Sie ist von Nigeria über Kamerun, Gabun bis Uganda und Angola verbreitet. - Plectranthus defoliatus Hochst. ex Benth.: Sie ist von Äthiopien über den Sudan, Kenia, Tansania, Uganda, Burundi, Malawi, Angola bis südliche tropische Afrika verbreitet. - Plectranthus delicatissimus Hedge: Sie wurde 1998 erstbeschrieben. Sie ist nur von wenigen Fundorten in der Provinz Antsiranana im nördlichen Madagaskar bekannt. - Plectranthus densus N.E.Br. (Syn.: Plectranthus primulinus Baker): Sie ist vom südwestlichen Tansania über Malawi bis Mosambik und Sambia verbreitet. - Plectranthus dichotomus A.J.Paton: Sie wurde 2009 erstbeschrieben. Dieser Endemit kommt nur in den Ukaguru Bergen in Tansania vor. - Plectranthus dinteri Briq.: Sie kommt in Namibia und Limpopo in den westlichen Waterbergen vor. - Plectranthus dissectus Brenan: Es gibt seit 2013 zwei Varietäten: - Plectranthus dissectus var. chambensis A.J.Paton: Sie wurde 2013 aus Malawi erstbeschrieben. - Plectranthus dissectus Brenan var. dissectus: Sie kommt nur im südlichen Malawi vor. - Plectranthus dissitiflorus (Gürke) J.K.Morton: Sie ist nur vom Mt. Cameroon in Kamerun bekannt, ist aber dort vermutliche ausgestorben. - Plectranthus diversus S.T.Blake: Sie kommt in Queensland vor. - Plectranthus djalonensis (A.Chev.) A.J.Paton: Diese Neukombination erfolgte 2009. Sie ist im tropischen Afrika bis zum Caprivi Strip weitverbreitet. - Plectranthus dolichopodus Briq.: Sie kommt von Malawi bis ins südliche Afrika vor. - Plectranthus dolomiticus Codd: Sie kommt in Simbabwe und Limpopo vor. - Plectranthus dumicola P.I.Forst.: Sie wurde 1994 aus Queensland erstbeschrieben. - Plectranthus dupuisii (Briq.) A.J.Paton (Syn.: Coleus welwitschii Briq., Coleus marquesii Briq., Coleus dupuisii Briq., Coleus eetveldeanus Briq., Coleus newtonii Briq., Coleus betonicoides Baker ex Hiern, Plectranthus microphyllus Baker nom. illeg., Plectranthus porpeodon Baker, Coleus delpierrei De Wild., Coleus laurentii De Wild., Coleus thyrsiflorus Lebrun & L.Touss.): Diese Neukombination erfolgte 2009. Sie ist von Äthiopien bis ins südliche tropische Afrika verbreitet. - Plectranthus ecklonii Benth.: Sie kommt im südlichen Afrika vor. - Plectranthus efoliatus (De Wild.) A.J.Paton (Syn.: Coleus efoliatus De Wild., Plectranthus leviculus N.E.Br., Englerastrum hjalmarii T.C.E.Fr., Plectranthus hjalmarii (T.C.E.Fr.) Hutch. & Dandy, Coleus hjalmarii (T.C.E.Fr.) Robyns & Lebrun, Englerastrum kassneri T.C.E.Fr., Plectranthus kassneri (T.C.E.Fr.) Hutch. & Dandy, Coleus kassneri (T.C.E.Fr.) Robyns & Lebrun): Diese Neukombination erfolgte 2009. Sie kommt von Ruanda über die Demokratische Republik Kongo und Tansania bis ins südliche tropische Afrika vor. - Plectranthus elegans Britten (Syn.: Plectranthus mahonii (Baker) N.E.Br. ex Hook. f.): Sie kommt nur im südlichen Malawi vor. - Plectranthus elegantulus Briq.: Sie kommt nur in KwaZulu-Natal vor. - Plectranthus ellipticus Hedge: Sie wurde 1998 erstbeschrieben. Sie ist nur von wenigen Fundorten in den Provinzen Antananarivo, Fianarantsoa sowie Toamasina in Madagaskar bekannt. - Plectranthus elongatus (Trimen) R.H.Willemse: Sie kommt nur in Sri Lanka vor. - Plectranthus emirnensis (Baker) Hedge: Diese Neukombination erfolgte 1998. Sie kommt in Madagaskar in den Provinzen Antananarivo, Antsiranana, Fianarantsoa, Mahajanga, Toamasina sowie Toliara verbreitet. - Plectranthus epilithicus B.J.Pollard: Sie wurde 2005 erstbeschrieben. Sie ist vom westlichen bis ins westliche-zentrale Afrika verbreitet. - Plectranthus equisetiformis (E.A.Bruce) Launert: Sie kommt von Tansania über die Demokratische Republik Kongo und Burundi bis ins nördliche Sambia vor. - Plectranthus ernstii Codd: Sie kommt in Südafrika vor. - Plectranthus esculentus N.E.Br. (Syn.: Plectranthus floribundus N.E.Br., Plectranthus floribundus var. longipes N.E.Br.): Sie ist vom tropischen bis ins südliche Afrika verbreitet. - Plectranthus excelsus P.I.Forst.: Sie wurde 1994 aus Queensland erstbeschrieben. - Plectranthus exilis A.J.Paton: Sie wurde 2009 aus dem südwestlichen Tansania erstbeschrieben. - Plectranthus fasciculatus P.I.Forst.: Sie wurde 1998/9 aus dem nordöstlichen Queensland erstbeschrieben. - Plectranthus flaccidus (Vatke) Gürke (Syn.: Plectranthus fragilis Baker): Sie kommt vom südlichen Somalia bis Kenia, Tansania sowie Mosambik und auf den Komoren vor. - Plectranthus foetidus Benth.: Sie kommt nur im nordöstlichen Queensland vor. - Plectranthus foliatus A.J.Paton: Sie wurde 2009 erstbeschrieben. Sie kommt im südwestlichen Tansania und nördlichen Sambia vor. - Plectranthus forsteri Benth.: Sie kommt auf Inseln des südwestlichen Pazifik (beispielsweise Fidschi, Vanuatu) vor. - Plectranthus forsythii Hedge: Sie wurde 1998 aus Madagaskar erstbeschrieben. - Plectranthus fragrantissimus P.I.Forst.: Sie wurde 2011 aus Queensland erstbeschrieben. - Plectranthus fruticosus L'Hér. (Syn.: Plectranthus urticifolius (Lam.) Salisb., Plectranthus galpinii Schltr., Plectranthus arthropodus Briq., Plectranthus charianthus Briq., Plectranthus peglerae T.Cooke, Plectranthus behrii Compton): Sie kommt vom südlichen Mosambik bis zum südlichen Afrika vor. - Plectranthus galeatus Vahl (Syn.: Plectranthus bicolor Blume, Plectranthus macrophyllus Blume): Sie kommt auf Bali, Java, Sumatra und Borneo vor. - Plectranthus garckeanus (Vatke) J.K.Morton (Syn.: Coleus garckeanus Vatke, Plectranthus salviiflorus Chiov.): Diese Neukombination erfolgte 1998. Sie kommt nur in Äthiopien vor. - Plectranthus gardneri Thwaites: Sie kommt nur in Sri Lanka vor. - Plectranthus geminatus P.I.Forst.: Sie wurde 2014 aus Queensland erstbeschrieben. - Plectranthus gibbosus Hedge: Sie wurde 1998 aus Madagaskar erstbeschrieben. Sie ist nur von zwei Fundorten in den Provinzen Fianarantsoa sowie Toamasina bekannt. - Plectranthus gigantifolius Suddee: Sie wurde 2004 aus dem südwestlichen Thailand erstbeschrieben. - Plectranthus gillettii J.K.Morton: Sie wurde 1998/9 erstbeschrieben. Sie kommt vom südlichen bis östlichen Äthiopien, in Somalia und im nördlichen Kenia vor. - Plectranthus giorgii (De Wild.) ined. (Syn.: Coleus giorgii De Wild., Solenostemon giorgii (De Wild.) Champl.): Diese Neukombination ist noch nicht gültig veröffentlicht. Sie kommt in der Republik Kongo und in der Demokratischen Republik Kongo vor. - Plectranthus glabratus (Benth.) Alston (Syn.: Coleus paniculatus Benth., Solenostemon paniculatus (Benth.) Guillaumet & A.Cornet, Coleus glabratus Benth., Coleus wightii Benth., Plectranthus coleoides Benth., Plectranthus bernardii Doan): Sie kommt in Sri Lanka, im südlichen Indien, in Thailand und in Vietnam vor. - Plectranthus glabriflorus P.I.Forst.: Sie wurde 1994 aus Queensland erstbeschrieben. - Plectranthus glandulosus Hook. f. (Syn.: Plectranthus almamii A.Chev., Plectranthus hylophilus Gürke, Plectranthus laxiflorus var. genuinus Briq., Plectranthus phryxotrichus Briq., Plectranthus urticoides Baker): Sie ist im tropischen Afrika verbreitet. - Plectranthus globosus Ryding: Sie wurde 1997 der Demokratischen Republik Kongo erstveröffentlicht. - Plectranthus godefroyae (N.E.Br.) ined. (Syn.: Solenostemon godefroyae N.E.Br.): Diese Neukombination wurde noch nicht gültig veröffentlicht. Sie kommt in der Demokratischen Republik Kongo und in Angola vor. - Plectranthus goetzei Gürke (Syn.: Plectranthus salubenii Brummitt & Seyani): Sie kommt vom südwestlichen Tansania über Malawi bis Sambia vor. - Plectranthus gracilis Suess. (Syn.: Plectranthus zernyi Gilli, Plectranthus seyanii A.J.Paton & Brummitt): Sie kommt vom südlichen Tansania über Malawi und Mosambik bis Simbabwe vor. - Plectranthus gracillimus (T.C.E.Fr.) Hutch. & Dandy (Syn.: Plectranthus micranthus Chiov., Plectranthus schlechteri (T.C.E.Fr.) Hutch. & Dandy, Plectranthus tenuis Hutch. & Dandy): Sie ist im tropischen Afrika verbreitet. - Plectranthus grallatus Briq. (Syn.: Plectranthus cooperi T.Cooke, Plectranthus krookii Gürke, Plectranthus praetervisus Briq., Plectranthus transvaalensis Briq.): Sie ist im südlichen Afrika verbreitet. - Plectranthus grandibracteatus Hedge: Sie wurde 1998 aus Madagaskar erstbeschrieben. - Plectranthus grandicalyx (E.A.Bruce) J.K.Morton: Sie vom südlichen Äthiopien über den Sudan bis ins nördliche Uganda vor. - Plectranthus grandidentatus Gürke: Sie kommt vom südlichen Simbabwe bis ins südliche Afrika vor. - Plectranthus graniticola P.I.Forst.: Sie wurde 1992 aus Queensland erstbeschrieben. - Plectranthus gratus S.T.Blake: Sie kommt nur im nordöstlichen Queensland vor. - Plectranthus graveolens R.Br.: Sie kommt in New South Wales, Queensland und der Lord-Howe-Insel vor. Sie ist auf der Norfolkinsel ausgestorben. - Plectranthus guerkei Briq.: Sie ist vom tropischen bis ins südliche Afrika weitverbreitet. - Plectranthus guruensis A.J.Paton: Sie wurde 2013 aus Mosambik erstbeschrieben. Dieser Endemit ist nur von zwei Fundorten im Fließgewässersystem in der Umgebung des Mt. Namuli bekannt. - Plectranthus gymnostomus (Gürke) A.J.Paton (Syn.: Coleus gymnostomus Gürke): Diese Neukombination erfolgte 2009. Sie kommt in Tansania vor. - Plectranthus habrophyllus P.I.Forst.: Sie wurde 1994 aus Queensland erstbeschrieben. - Plectranthus hadiensis (Forssk.) Schweinf. ex Sprenger (Syn.: Plectranthus forskalaei Vahl nom. superfl., Plectranthus zeylanicus Benth., Plectranthus tomentosus Benth., Plectranthus zatarhendi var. tomentosus (Benth.) Codd, Plectranthus hadiensis var. tomentosus (Benth.) Codd, Plectranthus madagascariensis var. ramosior Benth., Plectranthus ramosior (Benth.) van Jaarsv., Plectranthus paucicrenatus Franch., Plectranthus cyaneus Gürke, Plectranthus woodii Gürke, Plectranthus zatarhendi var. woodii (Gürke) Codd, Plectranthus hadiensis var. woodii (Gürke) Codd, Plectranthus horridus (Hiern) Baker, Plectranthus rupestris Vatke ex Baker, Plectranthus draconis Briq., Plectranthus hararensis Gürke, Plectranthus erlangeri Gürke, Plectranthus pachyphyllus Gürke ex T.Cooke, Plectranthus petrensis S.Moore, Plectranthus fragrans Lebrun & L.Touss.): Sie ist von Ägypten, Äthiopien sowie Eritrea über das tropische bis ins südliche Afrika weitverbreitet und kommt auf der Arabischen Halbinsel, auf den Malediven und in Sri Lanka vor. - Plectranthus hallii J.K.Morton: Sie kommt nur in Ghana vor. - Plectranthus harrisii J.K.Morton: Sie kommt nur in Ghana vor. - Plectranthus helferi Hook. f. (Syn.: Plectranthus fulvescens Prain): Sie kommt von Myanmar bis ins nördliche Thailand vor. - Plectranthus hereroensis Engl. (Syn.: Plectranthus matabelensis Baker, Plectranthus myrianthus Briq., Plectranthus otaviensis Dinter, Plectranthus aurifer Dinter ex Launert): Sie kommt vom südlichen tropischen Afrika bis ins südliche Afrika vor. - Plectranthus hexaphyllus Baker: Sie kommt in Madagaskar vor. - Plectranthus hijazensis Abdel Khalik: Sie wurde 2016 aus Saudi-Arabien erstbeschrieben. - Plectranthus hilliardiae Codd: Es gibt seit 2001 zwei Unterarten: - Plectranthus hilliardiae subsp. australis van Jaarsv. & A.E.van Wyk: Sie wurde 2001 aus dem Ostkap erstbeschrieben. - Plectranthus hilliardiae Codd subsp. hilliardiae: Sie kommt in KwaZulu-Natal vor. - Plectranthus hirsutus Hedge: Sie wurde 1998 aus Madagaskar erstbeschrieben. - Plectranthus hockii De Wild. (Syn.: Plectranthus katangensis De Wild. nom. superfl., Holostylon katangense Robyns & Lebrun nom. superfl., Ocimum hockii (De Wild.) Robyns & Lebrun, Symphostemon articulatus I.M.Johnst.): Sie kommt vom südwestlichen Tansania über Malawi und Sambia bis Angola vor. - Plectranthus hoslundioides Scott Elliot: Sie kommt in Madagaskar vor. - Plectranthus humbertii Hedge: Sie wurde 1998 aus Madagaskar erstbeschrieben. - Plectranthus humulopsis B.J.Pollard: Sie wurde 2009 erstbeschrieben. Sie kommt vom tropischen Westafrika bis Kamerun vor. - Plectranthus hyemalis J.R.I.Wood: Sie kommt nur im Jemen vor. - Plectranthus igniarioides Ryding: Sie wurde 2005 aus Somalia erstbeschrieben. - Plectranthus igniarius (Schweinf.) Agnew (Syn.: Plectranthus malinvaldii Briq., Plectranthus igniarius subsp. grandicalyx Beentje): Sie kommt in Dschibuti, Eritrea, Äthiopien, Somalia, im nördlichen Kenia, im Sudan und im Jemen vor. - Plectranthus ignotus A.J.Paton: Sie wurde 2009 aus dem südwestlichen Tansania erstbeschrieben. - Plectranthus incrassatus Hedge: Sie wurde 2003 aus Madagaskar erstbeschrieben. - Plectranthus inflatus (Benth.) R.H.Willemse (Syn.: Coleus inflatus Benth., Coleus benthamianus Arn.): Dieser Endemit kommt nur in Sri Lanka vor. - Plectranthus inselbergi B.J.Pollard & A.J.Paton: Sie wurde 2006 erstbeschrieben. Sie kommt in Äquatorialguinea und im nordwestlichen Gabon vor. - Plectranthus insignis Hook. f. Kamerun und in der Zentralafrikanischen Republik vor. - Plectranthus insolitus C.H.Wright: Sie kommt in Angola vor. - Plectranthus insularis P.I.Forst.: Sie wurde 2011 aus Queensland erstbeschrieben. - Plectranthus intraterraneus S.T.Blake: Sie kommt in Australien vor. - Plectranthus intrusus Briq.: Sie kommt in der Demokratischen Republik Kongo vor. - Plectranthus janthinothryx Lebrun & L.Touss.: Sie kommt in der Demokratischen Republik Kongo und in Uganda vor. - Plectranthus jebel-marrae Wickens & B.Mathew: Dieser Endemit kommt nur in Jebel Marra im Sudan vor. - Plectranthus kamerunensis Gürke (Syn.: Plectranthus aberdaricus T.C.E.Fr., Plectranthus mannii Baker, Plectranthus keniensis S.Moore, Plectranthus sangerawensis Gürke, Plectranthus sangerawensis var. glabrior T.C.E.Fr., Plectranthus vicinus T.C.E.Fr.): Sie kommt vom südlichen Äthiopien über Kenia, Nigeria bis Kamerun, Tansania und Uganda vor. - Plectranthus kanneliyensis (L.H.Cramer & S. Balas.) R.H.Willemse (Syn.: Coleus kanneliyensis L.H.Cramer & S. Balas): Dieser Endemit kommt nur in Sri Lanka vor. - Plectranthus kapatensis (R.E.Fr.) J.K.Morton (Syn.: Coleus kapatensis R.E.Fr.): Diese Neukombination erfolgte 1998. Sie kommt vom westlichen Äthiopien über das südliche Tansania bis ins südliche tropische Afrika vor. - Plectranthus kivuensis (Lebrun & L.Touss.) R.H.Willemse: Sie kommt von Eritrea und Äthiopien bis Kenia, Ruanda sowie die Demokratische Republik Kongo bis ins nördliche Tansania vor. - Plectranthus koualensis (A.Chev. ex Hutch. & Dalziel) B.J.Pollard & A.J.Paton (Syn.: Coleus koualensis A.Chev. ex Hutch. & Dalziel, Solenostemon koualensis (A.Chev. ex Hutch. & Dalziel) J.K.Morton): Diese Neukombination erfolge 2006. Dieser Endemit kommt nur auf dem Mt. Dourou in der Elfenbeinküste vor. - Plectranthus kunstleri Prain: Dieser Endemit kommt nur in Perak auf der Malaiischen Halbinsel vor. - Plectranthus lactiflorus (Vatke) Agnew: Sie kommt von Eritrea und dem Sudan bis Kenia, Ruanda, Uganda bis ins nördliche sowie nordwestliche Tansania vor. - Plectranthus laetus P.I.Forst.: Sie wurde 2015 aus Queensland erstbeschrieben. - Plectranthus lanceolatus Bojer ex Benth. (Syn.: Plectranthus lavanduloides Baker, Plectranthus burnatii Briq.): Sie kommt in Madagaskar vor. - Plectranthus lanuginosus (Hochst. ex Benth.) Agnew (Syn.: Plectranthus semayatensis Cufod.): Sie kommt von Eritrea, dem Sudan und Somalia bis Kenia, Ruanda, Uganda, die Demokratische Republik Kongo bis ins nördliche Tansania und im Jemen vor. - Plectranthus lasianthus (Gürke) Vollesen (Syn.: Plectranthus tetensis (Baker) Agnew, Plectranthus erubescens Hedge): Sie kommt vom südlichen Äthiopien bis ins südliche Afrika und in Madagaskar vor. - Plectranthus laurifolius Hedge: Sie wurde 1998 aus Madagaskar erstbeschrieben. - Plectranthus laxiflorus Benth. (Syn.: Plectranthus albus Gürke, Plectranthus fraternus T.C.E.Fr., Plectranthus johnstonii Baker, Plectranthus kondowensis Baker, Plectranthus lilacinus Gürke, Plectranthus neumannii Gürke, Plectranthus triflorus Baker, Plectranthus violaceus Gürke): Sie kommt von Äthiopien bis ins südliche Afrika vor. - Plectranthus leiperi P.I.Forst.: Sie wurde 1994 aus Queensland erstbeschrieben. - Plectranthus leptophyllus (Baker) A.J.Paton (Syn.: Coleus longipetiolatus Gürke, Coleus leptophyllus Baker, Coleus swynnertonii S.Moore, Plectranthus chiridensis Codd): Diese Neukombination erfolgte 2009. Sie kommt in Kenia, Uganda, Tansania, Mosambik und in Simbabwe vor. - Plectranthus linearifolius (J.K.Morton) B.J.Pollard & A.J.Paton (Syn.: Solenostemon linearifolius J.K.Morton): Diese Neukombination erfolgte 2006. Sie kommt nur auf drei Inselbergen (Diendiou, Kindia, Tonkoyah) in Guinea vor. - Plectranthus linearis Hedge: Sie wurde 1998 aus Madagaskar erstbeschrieben. - Plectranthus longiflorus Benth. Sie kommt in Madagaskar vor. - Plectranthus longipes Baker (Syn.: Plectranthus amaniensis Gürke, Plectranthus buraensis S.Moore, Plectranthus ellenbeckii Gürke, Plectranthus emanueli Buscal. & Muschl., Plectranthus panganensis Gürke): Sie kommt in Eritrea, Äthiopien, Kenia, Tansania und Ruanda vor. - Plectranthus longipetiolatus Hedge: Sie wurde 1998 aus Madagaskar erstbeschrieben. - Plectranthus lucidus (Benth.) van Jaarsv. & T.J.Edwards (Syn.: Plectranthus strigosus var. lucidus Benth.): Den Rang einer Art hat 1997 erhalten. Sie kommt in Südafrika vor. - Plectranthus macilentus Hedge: Sie wurde 1998 aus Madagaskar erstbeschrieben. - Plectranthus madagascariensis (Pers.) Benth. (Syn.: Ocimum auricula Forssk. ex Benth., Ocimum madagascariense Pers., Coleus madagascariensis (Pers.) A.Chev., Plectranthus hirtus Benth., Plectranthus mauritianus Bojer, Plectranthus pubescens Willd. ex Benth., Plectranthus villosus Sieber ex Benth.): Sie kommt von Mosambik bis ins südliche Afrika und auf Mauritius sowie Réunion vor. - Plectranthus mafiensis A.J.Paton: Sie wurde 2009 erstbeschrieben. Sie ist nur von der Typusaufsammlung 1937 bekannt und ist ein Endemit der tansanischen Insel Mafia. - Plectranthus malabaricus (Benth.) R.H.Willemse (Syn.: Plectranthus malabaricus var. leptostachys (Benth.) R.H.Willemse): Sie kommt in Sri Lanka und im südlichen Indien vor. - Plectranthus malawiensis B.Mathew: Sie kommt vom südöstlichen Kenia über Malawi und Tansania bis zum nördlichen Sambia. - Plectranthus malvinus van Jaarsv. & T.J.Edwards: Sie wurde 1997 aus Südafrika erstbeschrieben. - Plectranthus mandalensis Baker: Sie kommt nur auf dem Mt. Mulanje in Malawi und dem Mt. Namuli in Mosambik vor. - Plectranthus marquesii Gürke: Sie kommt nur in Angola vor. - Plectranthus marrubatus J.K.Morton: Sie wurde 1998/9 erstbeschrieben. Sie kommt nur vom südlichen Äthiopien bis nördlichen Kenia vor. - Plectranthus masukensis Baker: Es gibt seit 2009 zwei Varietäten: - Plectranthus masukensis var. dissectus A.J.Paton: Sie wurde 2009 aus dem westlichen Tansania erstbeschrieben. - Plectranthus masukensis Baker var. masukensis (Syn.: Plectranthus brevipes Baker, Plectranthus nyasicus (Baker) M.R.Ashby): Sie kommt von Kenia über Burundi, die Demokratische Republik Kongo, Malawi und Tansania bis ins nördliche Sambia vor. - Plectranthus mechowianus (Briq.) ined. (Syn.: Coleus mechowianus Briq.): Diese Neukombination ist noch nicht gültig veröffentlicht. Sie kommt in Angola vor. - Plectranthus megacalyx A.J.Paton: Sie wurde 2009 erstbeschrieben. Sie kommt vom südwestlichen Tansania über Malawi bis zum östlichen Sambia vor. - Plectranthus megadontus P.I.Forst.: Sie wurde 1994 aus Queensland erstbeschrieben. - Plectranthus megafolius A.J.Paton (Syn.: Plectranthus macrophyllus A.J.Paton nom. illeg.): Sie wurde 2013 aus Tansania gültig erstbeschrieben. - Plectranthus melleri Baker (Syn.: Plectranthus luteus Gürke): Sie kommt in Kenia, Liberia, Gabun, Burundi, Uganda, Ruanda, in der Demokratischen Republik Kongo, in Angola, Mosambik, Sambia und in Madagaskar vor. - Plectranthus membranaceus (Scott Elliot) Hedge (Syn.: Plectranthus canescens var. membranaceus Scott Elliot): Diese Neukombination erfolgte 1998. Sie kommt in Madagaskar vor. (1998). - Plectranthus merrillii H.Keng: Dieser Endemit kommt nur im nördlichen Luzon vor. - Plectranthus minutiflorus Ryding: Sie wurde 2000 erstbeschrieben. Sie kommt im östlichen sowie südlichen Äthiopien und nördlichen Kenia vor. - Plectranthus minutus P.I.Forst.: Sie wurde 1992 aus Queensland erstbeschrieben. - Plectranthus mirabilis (Briq.) Launert: Sie kommt im südlichen Teil der Demokratischen Republik Kongo, in Angola, Sambia, auf den Kapverdischen Inseln und im nordöstlichen Namibia vor. - Plectranthus mirus S.T.Blake: Diese Endemit kommt nur im nordöstlichen Queensland vor. - Plectranthus miserabilis Briq.: Sie kommt in der Demokratischen Republik Kongo vor. - Plectranthus mocquerysii Briq.: Sie kommt in Madagaskar vor. - Plectranthus modestus Baker: Sie kommt vom südwestlichen Tansania, Malawi und Sambia vor. - Plectranthus mollis (Aiton) Spreng. (Syn.: Plectranthus cordifolius D.Don, Plectranthus divaricatus Weinm., Plectranthus incanus Link): Sie kommt vom Indischen Subkontinent bis zum nördlichen Myanmar vor. - Plectranthus monostachyus (P.Beauv.) B.J.Pollard (Syn.: Ocimum monostachyum P.Beauv., Plectranthus palisotii Benth. nom. illeg., Solenostemon monostachyus (P.Beauv.) Briq., Solenostemon ocymoides var. monostachyus (P.Beauv.) Baker, Solenostemon monostachyus var. amplifrons Briq.): Diese Neukombination erfolgte 2001. Es gibt vier Unterarten: - Plectranthus monostachyus subsp. lateriticola (A.Chev.) B.J.Pollard (Syn.: Solenostemon lateriticola A.Chev., Solenostemon monostachyus subsp. lateriticola (A.Chev.) J.K.Morton): Diese Neukombination erfolgte 2001. Sie kommt im tropischen Westafrika vor. - Plectranthus monostachyus subsp. marrubiifolius (Brenan) B.J.Pollard (Syn.: Solenostemon gouanensis A.Chev. nom. nud., Solenostemon monostachyus var. marrubiifolius Brenan, Solenostemon monostachyus subsp. marrubifolius (Brenan) J.K.Morton): Diese Neukombination erfolgte 2001. Sie kommt im westlichen bis westlichen-zentralen tropischen Afrika vor. - Plectranthus monostachyus (P.Beauv.) B.J.Pollard subsp. monostachyus (Syn.: Solenostemon ocymoides Schumach. & Thonn., Solenostemon africanus Briq.): Diese Neukombination erfolgte 2001. Sie kommt vom tropischen Westafrika bis zum südlich Tschad vor. - Plectranthus monostachyus subsp. perennis (J.K.Morton) B.J.Pollard (Syn.: Solenostemon monostachyus subsp. perennis J.K.Morton): Diese Neukombination erfolgte 2001. Sie kommt vom tropischen Westafrika bis zum Sudan vor. - Plectranthus montanus Benth. (Syn.: Plectranthus cylindraceus Hochst. ex Benth., Plectranthus densiflorus T.Cooke, Plectranthus fischeri Gürke, Plectranthus glomeratus R.A.Dyer, Plectranthus marrubioides Hochst. ex Benth., Plectranthus moschosmoides Baker, Plectranthus spiciformis R.A.Dyer, Plectranthus villosus T.Cooke): Sie kommt auf der arabischen Halbinsel, vom tropischen bis zum südlichen Afrika und im südlichen Indien vor. - Plectranthus mutabilis Codd: Sie kommt in Südafrika vor. - Plectranthus mzimvubuensis van Jaarsv.: Sie wurde 2004 aus Südafrika erstbeschrieben. - Plectranthus neochilus Schltr.: Sie ist vom südlichen tropischen Afrika bis zum südlichen Afrika verbreitet. - Plectranthus nigericus (Alston) ined. (Syn.: Englerastrum nigericum Alston, Plectranthus denudatus A.Chev. ex Hutch. & Dalziel, Coleus denudatus (A.Chev. ex Hutch. & Dalziel) Robyns): Diese Neukombination ist noch nicht gültig veröffentlicht. Sie kommt im tropischen Westafrika vor. - Plectranthus nitidus P.I.Forst.: Sie wurde 1992 aus New South Wales und Queensland erstbeschrieben. - Plectranthus niveus (Hiern) ined. (Syn.: Solenostemon niveus Hiern): Diese Neukombination ist noch nicht gültig veröffentlicht. Sie kommt in Angola vor. - Plectranthus oblanceolatus Hedge: Sie wurde 1998 aus Madagaskar erstbeschrieben. - Plectranthus occidentalis B.J.Pollard (Syn.: Coleus mannii Hook. f., Majana mannii (Hook. f.) Kuntze, Solenostemon mannii (Hook. f.) Baker, Solenostemon cymosus Baker): Sie wurde 2005 erstbeschrieben. Sie kommt vom Sudan bis ins tropische Westafrika vor. - Plectranthus oertendahlii T.C.E.Fr.: Dieser Endemit kommt nur im südlichen KwaZulu-Natal vor. - Plectranthus ombrophilus Hedge: Sie wurde 1998 aus Madagaskar erstbeschrieben. - Plectranthus omissus P.I.Forst.: Sie wurde 1992 aus Queensland erstbeschrieben. - Plectranthus orbicularis Gürke (Syn.: Plectranthus sphaerophyllus Baker): Sie kommt im östlichen Tansania einschließlich Sansibar und Pemba vor. - Plectranthus oribiensis Codd: Sie wurde 1980 aus dem südlichen KwaZulu-Natal erstbeschrieben. - Plectranthus ornatus Codd: Sie kommt von Eritrea über Äthiopien, Somalia, den Sudan und Kenia bis östlichen Tansania vor. - Plectranthus otostegioides (Schweinf. ex Gürke) Ryding: Diese Neukombination erfolgte 1999. Sie kommt vom Dschibuti, Eritrea, Äthiopien, Somalia, den Sudan und Kenia bis nördliche Tansania vor. (). - Plectranthus ovatus Benth.: Sie kommt nur im Jemen vor. - Plectranthus papilionaceus Ranir. & Phillipson: Sie wurde 2007 aus Madagaskar erstbeschrieben. - Plectranthus parishii Hook. f.: Sie kommt in Myanmar im südlichen China und in Taiwan vor. - Plectranthus parvicalyx A.J.Paton: Sie wurde 2009 aus dem südwestlichen Tansania erstbeschrieben. - Plectranthus parviflorus Willd. (Syn.: Plectranthus australis R.Br., Plectranthus australis var. vulgaris Domin, Plectranthus klossii S.Moore, Plectranthus paniculatus Jacq., Plectranthus parviflorus Spreng. nom. illeg., Plectranthus sieberi Benth.): Sie kommt in Neuguinea, in Australien, auf den Kleinen Sundainseln und einigen weiteren pazifischen Inseln vor. - Plectranthus parvifolius Talbot: Sie kommt nur im südlichen Indien vor. - Plectranthus parvus Oliv.: Sie kommt in Kenia, Burundi, Uganda, in der Demokratischen Republik Kongo, Malawi, Tansania und nördlichen Samia vor. - Plectranthus pauciflorus Baker (Syn.: Plectranthus auriculatus Robyns & Lebrun, Plectranthus ugandensis S.Moore): Sie kommt in Kenia, Burundi, Ruanda, Uganda, in der Demokratischen Republik Kongo, Malawi, Tansania und in Sambia vor. - Plectranthus penicillatus A.J.Paton: Sie wurde 2009 erstbeschrieben. Sie kommt im südlichen Tansania und östlichen Sambia vor. - Plectranthus pentheri (Gürke) van Jaarsv. & T.J.Edwards (Syn.: Coleus pentheri Gürke): Diese Neukombination erfolgte 1997. Sie kommt vom südwestlichen Simbabwe bis ins südliche Afrika vor. - Plectranthus perrieri Hedge: Sie wurde 1998 aus Madagaskar erstbeschrieben. - Plectranthus persoonii Hedge: Sie wurde 1998 aus Madagaskar erstbeschrieben. - Plectranthus petiolaris Benth. (Syn.: Plectranthus kuntzei Gürke): Sie kommt vom südlichen Mosambik bis ins südliche Afrika vor. - Plectranthus petraeus Backer ex Adelb.: Diese Endemit kommt nur im östlichen Java vor. - Plectranthus phulangkaensis Suddee, Suphuntee & Saengrit: Sie wurde 2014 aus Thailand erstbeschrieben. - Plectranthus pichompae Hedge: Sie wurde 1998 aus Madagaskar erstbeschrieben. - Plectranthus pinetorum A.J.Paton: Sie wurde 2013 erstbeschrieben. Sie kommt in Malawi und Simbabwe vor. - Plectranthus platyphyllus A.J.Paton: Sie wurde 2009 aus dem südwestlichen Tansania erstbeschrieben. - Plectranthus pobeguinii (Hutch. & Dalziel) B.J.Pollard (Syn.: Coleus pobeguinii Hutch. & Dalziel, Leocus pobeguinii (Hutch. & Dalziel) J.K.Morton): Diese Neukombination erfolgte 2009. Sie kommt im tropischen Westafrika vor. - Plectranthus poggeanus (Briq.) ined. (Syn.: Coleus poggeanus Briq.): Diese Neukombination ist noch nicht gültig veröffentlicht. Sie kommt in der Demokratischen Republik Kongo vor. - Plectranthus porcatus van Jaarsv. & P.J.D.Winter: Sie wurde 2005 erstbeschrieben. Dieser Endemit kommt nur in den Leolo Bergen in Limpopo vor. - Plectranthus porphyranthus T.J.Edwards & N.R.Crouch: Sie wurde 2000 aus dem südlichen Simbabwe erstbeschrieben. - Plectranthus praetermissus Codd: Sie kommt in Südafrika vor. - Plectranthus preussii (Gürke) ined. (Syn.: Coleus preussii Gürke): Diese Neukombination ist noch nicht gültig veröffentlicht. Sie kommt nur in Kamerun vor. - Plectranthus prostratus Gürke (Syn.: Plectranthus margeritae Buscal. & Muschl., Plectranthus quadridentatus Schweinf. ex Baker): Sie kommt von Eritrea, Äthiopien und Kenia bis Tansania sowie Uganda vor. - Plectranthus psammophilus Codd: Sie kommt in Mosambik und nördlichen KwaZulu-Natal vor. - Plectranthus pseudomarrubioides R.H.Willemse: Sie kommt auf der Arabischen Halbinsel und von Äthiopien über Kenia bis nördlichen Tansania und Uganda vor. - Plectranthus puberulentus J.K.Morton: Sie kommt von Äthiopien, Somalia und Kenia bis Tansania sowie Uganda vor. - Plectranthus pubescens Baker (Syn.: Plectranthus manganjensis Baker, Plectranthus nyikensis Baker): Sie kommt vom südwestlichen Tansania und Malawi bis Mosambik und vielleicht Kenia vor. - Plectranthus pulchellus P.I.Forst.: Sie wurde 1994 aus Queensland erstbeschrieben. - Plectranthus pulcherissimus A.J.Paton: Sie wurde 2013 erstbeschrieben. Sie kommt im südlichen Teil der Demokratischen Republik Kongo und in Sambia vor. - Plectranthus punctatus (L. f.) L'Hér.: Es gibt zwei Unterarten: - Plectranthus punctatus subsp. lanatus J.K.Morton (Syn.: Plectranthus edulis (Vatke) Agnew, Plectranthus punctatus subsp. edulis (Vatke) A.J.Paton, Plectranthus fimbriatus (Lebrun & L.Touss.) Troupin & Ayob.): Sie kommt in Eritrea, Kenia, Tansania, Kamerun, Ruanda, Uganda, Burundi und in der Demokratischen Republik Kongo vor. - Plectranthus punctatus (L. f.) L'Hér. subsp. punctatus (Syn.: Plectranthus lycopifolius A.Rich., Plectranthus maculosus (Lam.) Salisb., Plectranthus serrulatus (Robyns) Troupin & Ayob.): Sie kommt im tropischen Afrika und in Madagaskar vor. - Plectranthus purpuratus Harv.: Es gibt seit 1997 drei Unterarten: - Plectranthus purpuratus subsp. montanus van Jaarsv. & T.J.Edwards: Sie wurde 1997 erstbeschrieben. Sie kommt nur im südlichen Mpumalanga und in Eswatini vor. - Plectranthus purpuratus Harv. subsp. purpuratus: Sie kommt in KwaZulu-Natal vor. - Plectranthus purpuratus subsp. tongaensis van Jaarsv. & T.J.Edwards: Sie wurde 1997 aus KwaZulu-Natal erstbeschrieben. - Plectranthus radiatus A.J.Paton: Sie wurde 2009 aus dem südlichen Tansania erstbeschrieben. - Plectranthus reflexus van Jaarsv. & T.J.Edwards: Sie kommt in Südafrika vor. - Plectranthus rehmannii Gürke: Dieser Endemit kommt nur in KwaZulu-Natal vor. - Plectranthus reticulatus (A.Chev.) B.J.Pollard (Syn.: Coleus casamancicus A.Chev. ex Hutch. & Dalziel, Coleus reticulatus A.Chev., Isodictyophorus reticulatus (A.Chev.) J.K.Morton, Isodictyophorus chevalieri Briq.): Diese Neukombination erfolgte 2012. Sie kommt im tropischen Westafrika vor. - Plectranthus robustus (Hiern) A.J.Paton (Syn.: Solenostemon robustus Hiern, Holostylon robustum (Hiern) G.Taylor): Diese Neukombination erfolgte 2013. Sie kommt in Angola vor. - Plectranthus rosulatus Hedge: Sie wurde 2005 aus dem nordwestlichen Madagaskar erstbeschrieben. - Plectranthus rotundifolius (Poir.) Spreng. (Syn.: Plectranthus coppinii Heckel, Plectranthus ternatus Sims, Plectranthus tuberosus Blume): Sie ist im tropischen Asien verbreitet. Sie ist in einigen tropischen Gebieten ein Neophyt. - Plectranthus rubropunctatus Codd: Sie kommt in Limpopo und Eswatini vor. - Plectranthus rubroviolaceus Hedge: Sie wurde 1998 aus Madagaskar erstbeschrieben. - Plectranthus rungwensis A.J.Paton: Sie wurde 2009 erstbeschrieben. Dieser Endemit kommt nur auf dem Mt. Rungwe in Tansania vor. - Plectranthus rutenbergianus Vatke: Sie kommt in Madagaskar vor. - Plectranthus saccatus Benth.: Es gibt seit 1997 drei Subtaxa: - Plectranthus saccatus var. longitubus Codd: Sie kommt nur in KwaZulu-Natal vor. - Plectranthus saccatus subsp. pondoensis van Jaarsv. & T.J.Edwards: Sie wurde 1997 aus Südafrika erstbeschrieben. - Plectranthus saccatus Benth. subsp. saccatus: Sie kommt in Südafrika vor. - Plectranthus sallyae A.J.Paton: Sie wurde 2009 aus dem südwestlichen Tansania erstbeschrieben. - Plectranthus salvioides (B.Heyne ex Roth) Benth.: Sie kommt in Indien vor. - Plectranthus sanguineus Britten: Sie kommt in Malawi, Mosambik und Simbabwe vor. - Plectranthus saxicola B.J.Pollard & A.J.Paton: Sie wurde 2006 erstbeschrieben. Sie kommt im westlichen und westlichen-zentralen tropischen Afrika vor. - Plectranthus scandens (Gürke) R.H.Willemse: Sie kommt in Kenia und nördlichen Tansania vor. - Plectranthus scaposus Hedge: Sie wurde 1998 aus Madagaskar erstbeschrieben. - Plectranthus scebeli (Chiov.) Ryding (Syn.: Coleus scebeli Chiov.): Diese Neukombination erfolgte 1999. Dieser Endemit kommt nur im südlichen Somalia vor. - Plectranthus schizophyllus Baker: Sie kommt im südwestlichen Tansania und nördlichen Malawi vor. - Plectranthus schweinfurthii Sprenger: Dieser Endemit kommt nur im Jemen vor. - Plectranthus scopulicola A.J.Paton: Sie wurde 2009 aus den westlichen Usambara-Bergen in Tansania erstbeschrieben. - Buntnessel (Plectranthus scutellarioides (L.) R.Br., Syn.: Plectranthus blumei (Benth.) Launert, Plectranthus ingratus Blume, Plectranthus laciniatus Blume, Plectranthus scutellarioides Blume nom. illeg., Coleus acuminatus Benth., Coleus atropurpureus Benth., Coleus batemannii T.Moore, Coleus bausei T.Moore, Coleus berkeleyi T.Moore, Coleus blancoi Benth., Coleus blumei Benth., Coleus clarkei T.Moore, Coleus crispipilus (Merr.) Merr., Coleus dixii T.Moore, Coleus eureka auct. nom. nud., Coleus formosanus Hayata, Coleus gaudichaudii Briq., Coleus grandifolius Benth., Coleus gibbsiae S.Moore, Coleus gibsonii J.J.Veitch, Coleus grandifolius Blanco nom. illeg., Coleus hendersonii Regel, Coleus hybridus Cobeau, Coleus igolotorum Briq., Coleus ingratus (Blume) Benth., Coleus integrifolius Elmer, Coleus laciniatus (Blume) Benth., Coleus macranthus var. crispipilus Merr., Coleus marmoratus W.Bull, Coleus marshallii T.Moore, Coleus multicolor J.H.Veitch ex Kellock, Coleus multiflorus Benth., Coleus murrayi T.Moore, Coleus pubescens Merr., Coleus pumilus Blanco, Coleus rehneltianus A.Berger, Coleus reveesii T.Moore, Coleus ruckeri T.Moore, Coleus saundersii T.Moore, Coleus savannicola K.Schum., Coleus scottii T.Moore, Coleus secundiflorus Benth., Coleus telfordii McPhail ex H.Laurentius, Coleus veitchii Dombrain, Coleus verschaffeltii Lem., Coleus zschokkei Merr., Solenostemon blumei (Benth.) M.Gómez): Sie ist vom tropischen bis subtropischen Asien über Malesien bis ins nördliche Australien weitverbreitet. Sie ist in vielen Gebieten der Welt ein Neophyt. - Plectranthus secundiflorus (Baker) Hedge (Syn.: Orthosiphon secundiflorus Baker): Diese Neukombination 1998 erfolgte. Sie kommt in Madagaskar vor. - Plectranthus selukwensis N.E.Br.: Sie kommt in Sambia und Simbabwe vor. - Plectranthus seretii (De Wild.) Vollesen (Syn.: Coleus seretii De Wild., Calchas seretii (De Wild.) P.V.Heath): Diese Neukombination 1980 erfolgte.: Sie kommt in der äthiopischen Provinz Bale, in der Demokratischen Republik Kongo, in Tansania und im nordwestlichen Madagaskar vor. - Plectranthus sessilifolius A.J.Paton: Sie wurde 2013 erstbeschrieben. Sie kommt in Mosambik und Simbabwe vor. - Plectranthus shirensis (Gürke) A.J.Paton (Syn.: Coleus punctatus Baker, Coleus shirensis Gürke, Solenostemon shirensis (Gürke) Codd, Calchas shirensis (Gürke) P.V.Heath, Solenostemon zambesiacus Baker): Diese Neukombination erfolgte 2005. Sie kommt im südwestlichen bis südlichen Tansania, in der Demokratischen Republik Kongo, Malawi, Angola, Mosambik, Sambia und Simbabwe vor. - Plectranthus sigmoideus A.J.Paton: Sie wurde 2009 erstbeschrieben. Sie kommt im südwestlichen Tansania, Malawi, in der Demokratischen Republik Kongo und in Sambia vor. (2009). - Plectranthus socotranus A.R.Sm.: Dieser Endemit kommt nur auf Socotra vor. - Plectranthus sparsiflorus (Elmer) H.Keng: Dieser Endemit kommt nur in Mindanao vor. - Plectranthus spectabilis S.T.Blake: Dieser Endemit kommt nur im nordöstlichen Queensland vor. - Plectranthus spicatus E.Mey. (Syn.: Plectranthus subspicatus Hochst.): Sie kommt vom südlichen Mosambik bis ins südliche Afrika vor. - Plectranthus splendens P.I.Forst.: Sie wurde 2014 aus Queensland erstbeschrieben. - Plectranthus stachyoides Oliv. (Syn.: Plectranthus cylindrostachys Robyns & Lebrun): Sie kommt in Kenia, Tansania, Uganda, Ruanda, in der Zentralafrikanischen Republik und in der Demokratischen Republik Kongo vor. - Plectranthus steenisii H.Keng: Dieser Endemit kommt nur im östlichen Java vor. - Plectranthus stenophyllus Baker: Sie kommt im südlichen Tansania, Malawi, Mosambik und Simbabwe vor. - Plectranthus stenosiphon Baker (Syn.: Plectranthus albocaeruleus N.E.Br.): Sie kommt im südlichen Malawi, im zentralen Mosambik und in Simbabwe vor. - Plectranthus stolzii Gilli: Sie kommt im südwestlichen Tansania und nördlichen Malawi vor. - Plectranthus strangulatus A.J.Paton: Sie wurde 2009 erstbeschrieben. Dieser Endemit kommt nur in den Uluguru bergen in Tansania vor. - Plectranthus strictipes (G.Taylor) A.J.Paton (Syn.: Holostylon strictipes G.Taylor): Diese Neukombination 2013 erfolgte. Sie kommt in Burundi und Angola vor. - Plectranthus strigosus Benth. ex E.Mey. (Syn.: Plectranthus kuntzeanus Domin, Plectranthus parviflorus Gürke nom. illeg.): Sie kommt im Südafrika vor. - Plectranthus stylesii T.J.Edwards: Sie wurde 2005 aus dem Ostkap erstbeschrieben. - Plectranthus suaveolens S.T.Blake: Sie kommt in den östlichen australischen Bundesstaaten New South Wales und Queensland vor. - Plectranthus subincisus Benth.: Sie kommt in Sri Lanka und im südlichen Indien vor. - Plectranthus swynnertonii S.Moore: Sie kommt in Malawi, Mosambik, Simbabwe und Mpumalanga vor. - Plectranthus sylvestris Gürke (Syn.: Plectranthus bosseri Hedge, Plectranthus chiradzulensis Baker, Plectranthus ferrugineus (Robyns) Troupin & Ayob.): Sie kommt im tropischen Afrika und in Madagaskar vor. - Plectranthus tenuicaulis (Hook. f.) J.K.Morton (Syn.: Plectranthus herbaceus Briq., Plectranthus minimus Gürke, Plectranthus peulhorum (A.Chev.) J.K.Morton): Sie kommt vom tropischen Westafrika bis Kamerun, Malawi und südwestlichen Tansania über Angola bis Sambia vor. - Plectranthus termiticola A.J.Paton: Sie wurde 2013 aus Sambia erstbeschrieben. - Plectranthus tetradenifolius A.J.Paton: Sie wurde 2009 erstbeschrieben. Sie kommt in Kenia, Tansania, im Süd-Sudan, Kamerun und Uganda vor. - Plectranthus tetragonus Gürke (Syn.: Plectranthus biflorus Baker, Plectranthus dekindtianus De Wild., Plectranthus melanocarpus Gürke): Sie kommt von Kenia bis ins südliche Afrika vor. - Plectranthus thalassoscopicus P.I.Forst.: Sie wurde 1997 aus Queensland erstbeschrieben. - Plectranthus thyrsoideus (Baker) B.Mathew: Sie kommt in Malawi, Sambia und Simbabwe vor. - Plectranthus tomentifolius Suddee: Sie ist vermutlich ausgestorben und von ihr wurde zuletzt von der Thailändischen Halbinsel 1896 berichtet. - Plectranthus torrenticola P.I.Forst.: Sie wurde 1992 aus Queensland erstbeschrieben. - Plectranthus triangularis A.J.Paton: Sie wurde 2009 erstbeschrieben. Sie kommt im südöstlichen Kenia und östlichen Tansania vor. - Plectranthus trilobus Hedge: Sie wurde 1998 aus Madagaskar erstbeschrieben. - Plectranthus trullatus A.J.Paton: Sie wurde 2009 aus Tansania erstbeschrieben. - Plectranthus unguentarius Codd: Sie kommt nur in Namibia. - Plectranthus venteri van Jaarsv. & L.Hankey: Sie wurde 1997 erstbeschrieben. Sie kommt nur im südlichen Simbabwe und in Limpopo in den Leolo Bergen vor. - Plectranthus ventosus P.I.Forst.: Sie wurde 2015 aus Queensland erstbeschrieben. - Plectranthus venustus P.I.Forst.: Sie wurde 2011 aus Queensland erstbeschrieben. - Plectranthus verticillatus (L. f.) Druce (Syn.: Plectranthus nummularius Briq., Plectranthus thunbergii Benth.): Sie kommt vom südlichen Mosambik bis ins südliche Afrika vor. Sie ist in einigen Gebieten ein Neophyt. - Plectranthus vesicularis A.J.Paton: Sie wurde 2009 erstveröffentlicht. Sie kommt in Tansania und nördlichen Mosambik vor. - Plectranthus vestitus Benth.: Sie kommt in Madagaskar vor. - Plectranthus vettiveroides (Jacob) N.P.Singh & B.D.Sharma: Sie kommt im südlichen Indien vor. - Plectranthus veyretiae (Guillaumet & A.Cornet) Hedge (Syn.: Solenostemon veyretiae Guillaumet & A.Cornet): Diese Neukombination erfolgte 1998. Sie kommt in Madagaskar vor. - Plectranthus vinaceus Hedge: Sie wurde 1998 aus Madagaskar erstbeschrieben. - Plectranthus viphyensis Brummitt & Seyani: Es gibt seit 2009 zwei Unterarten: - Plectranthus viphyensis Brummitt & Seyani subsp. viphyensis: Sie wurde 1987 erstveröffentlicht. Sie kommt in Tansania, Malawi, Mosambik und Simbabwe vor. - Plectranthus viphyensis subsp. zebrarum (Brummitt & Seyani) A.J.Paton (Syn.: Plectranthus zebrarum Brummitt & Seyani): Den Rang einer Unterart hat sie seit 2009. Sie kommt im östlichen Sambia und im nördlichen Malawi vor. - Plectranthus viridis (Briq.) ined. (Syn.: Coleus viridis Briq.): Diese Neukombination wurde noch nicht gültig veröffentlicht. Sie kommt in der Demokratischen Republik Kongo vor. - Plectranthus welwitschii (Briq.) Codd: Sie kommt in Angola vor. - Plectranthus wollastonii S.Moore: Sie kommt in Burundi, Ruanda, Uganda, in der Demokratischen Republik Kongo und im südlichen Kenia vor. - Plectranthus xanthanthus (C.Y.Wu & Y.C.Huang) ined. (Syn.: Coleus xanthanthus C.Y.Wu & Y.C.Huang): Diese Neukombination ist noch nicht gültig veröffentlicht. Sie kommt in Yunnan vor. - Plectranthus xerophilus Codd: Sie kommt in Südafrika vor. - Plectranthus xylopodus Lukhoba & A.J.Paton Sie ersetzt 2000 den ungültig veröffentlichten Namen Ocimum cinereum R.Br. nom. nud. Sie kommt vom südlichen Äthiopien über Kenia bis Uganda vor. - Plectranthus zenkeri Gürke: Sie kommt in Kamerun vor. - Plectranthus zombensis Baker (Syn.: Plectranthus lastii Baker): Sie kommt nur im südlichen Malawi vor. - Plectranthus zuluensis T.Cooke: Sie kommt in Eswatini und Südafrika vor. |

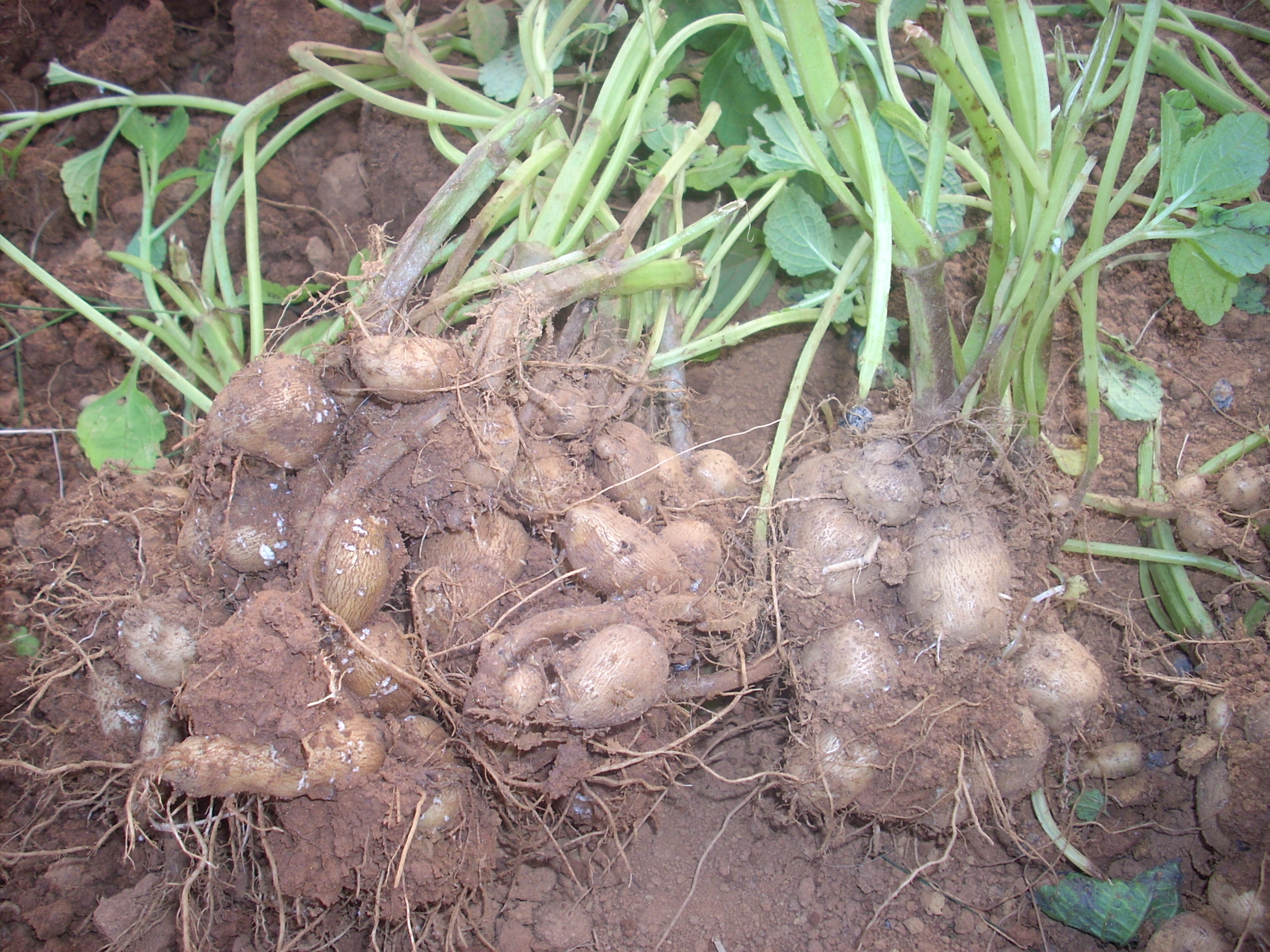
Ernte der unterirdischen Pflanzenteile von Plectranthus rotundifolius

## Einzelne Arten und ihre Verwendung
Plectranthus-Arten werden vielfältig verwendet. Sie sind in Mitteleuropa nicht winterhart; eine Ausnahme bildet lediglich die bis ca. −15 °C winterharte Art Plectranthus excisus.
Insbesondere die Zuchtformen mit weißen oder cremegelben Blatträndern oder Panaschierungen werden als Strukturpflanze zur Auflockerung und Neutralisierung von Kontrastfarben zwischen blühende Balkonpflanzen gesetzt. Am bekanntesten sind hier die rasch wachsenden Plectranthus glabratus und Plectranthus forsteri, deren zahlreiche Hybriden mit weiteren Plectranthus-Arten meist unter dem Sammelnamen „Weihrauch“, „Weihrauchkraut“ oder „Mottenkönig“ in verschiedensten Zuchtsorten im Handel sind. Der letztgenannte Name deutet schon an, dass die Pflanze auf Motten und Mücken vertreibend wirken soll. Dieser „Weihrauch“ darf nicht mit dem echten Weihrauch (Boswellia) verwechselt werden, auch wenn sein Duft ähnlich ist. In Österreich ist der Trivialname „Elfengold“ für die Sorte Plectranthus coleoides gebräuchlich.
Andere Plectranthus-Arten werden als Gewürzpflanzen verwendet, zum Beispiel Plectranthus amboinicus (eine der vielen Pflanzenarten, die als Mexikanischer Oregano betitelt werden).
In den letzten Jahren ist insbesondere im deutschsprachigen Raum unter dem Handelsnamen Verpiss-dich-Pflanze eine Hybride von Plectranthus caninus bekannt geworden, die vertreibend gegen Hunde und Katzen wirken soll. Die Wirkung der ätherischen Duftstoffe dieser schnellwachsenden, als reine Blattpflanze im Handel befindlichen Kreuzung ist jedoch stark von der Witterung abhängig.

## Weiterführende Literatur
- Catherine W. Lukhobaa, Monique S. J. Simmonds, Alan J. Paton: Plectranthus: A review of ethnobotanical uses. In: Journal of Ethnopharmacology, Volume 103, Issue 1, 3. Januar 2006, S. 1–24. doi:10.1016/j.jep.2005.09.011. PMID 16289602.
- A. J. Paton, G. Bramley, O. Ryding, R. Polhill, Y. Harvey, M. Iwarsson, F. Willis, P. Phillipson, K. Balkwill, C. Lukhoba, D. Otiend, R. M. Harley: Lamiaceae (Labiatae). In: Flora of Tropical East Africa, 2009, S. 1–430.
- A. J. Paton, G. Bramley, O. Ryding, R. Polhill, Y. B. Harvey, M. Iwarsson, D. Otieno, K. Balkwill, P. B. Phillipson, R. M. Harley, F. Willis: Flora Zambesiaca, Volume 8, 8, Royal Botanic Gardens, Kew, 2013, S. 1–346.

- Karte mit allen verlinkten Seiten:
- OSM |
- WikiMap